# Oxyopes angulitarsus
Oxyopes angulitarsus är en spindelart som beskrevs av Roger de Lessert 1915. Oxyopes angulitarsus ingår i släktet Oxyopes och familjen lospindlar.
Artens utbredningsområde är Uganda. Inga underarter finns listade i Catalogue of Life.